# Kościół św. Marii Magdaleny w Starym Oleśnie
Kościół św. Marii Magdaleny w Starym Oleśnie – zabytkowa drewniana świątynia pod wezwaniem Marii Magdaleny, jedna z najstarszych w powiecie oleskim.
Kościół stanowi jeden z 70 starych, drewnianych kościółków Śląska Opolskiego, będących na szlaku drewnianego budownictwa sakralnego, który w całości znajduje się w województwie opolskim.

## Historia
Kościół został zbudowany w 1680 roku przez oo.Augustianów z Olesna.
Do 1910 roku wioski: Stare Olesno, Gronowice i Ciarka obsługiwali oo. Augustianie. Od 1911 roku Stare Olesno wraz z sąsiednimi wioskami stało się samodzielną parafią.
Kościółek został w latach 1955–1957 i w 1959 roku gruntownie odnowiony.

## Architektura
Orientowany, drewniany o konstrukcji zrębowej z wieżą o konstrukcji słupowej. Prezbiterium jest zamknięte ścianą prostą. Od północy szersza nawa prostokątna z wieżą od zachodu, po bokach której są dwa nowe składziki. Prezbiterium nakryte pozornym sklepieniem kolebkowym z płaskimi odcinkami. W nawie widoczny jest strop płaski.
Wnętrze nowo oszalowane. Tęcza o ściętych górą narożnikach. Chór wsparty na dwóch słupach. Okna sklepione półkoliście. Na zewnątrz ściany obite gontem. Dachy są siodłowe również obite gontem. Wieża o ścianach pochyłych, szalkowana o nieznacznie nadwieszonej izbicy o ścianach pionowych, nakryta jest ośmiobocznym namiotowym dachem gontowym. Izbica okienka o wykroju kwadratu przenikającego się czworoliściem. Nad nawą sześcioboczna wieżyczka na sygnaturkę, nakryta jest daszkiem namiotowym gontowym. W północnym składziku odrzwia przeniesione zostały z wejścia od nawy pod wieżą z nadprożem wyciętym w kształcie oślego grzbietu.
Wewnątrz kościółka znajduje się obraz Matki Boskiej z XVII w. oraz stacje drogi krzyżowej o charakterze ludowym z XIX w.
Świątynia należy do Szlaku Drewnianego Budownictwa Sakralnego.